# Colleen Brennan
Colleen Brennan (nascuda l'1 de desembre de 1949) és una antiga actriu pornogràfica estatunidenca. També s'ha anomenat Sharon Kelly.

## Carrera
Colleen Brennan, que era pel-roja, corpulenta i amb pigues, va començar la seva carrera posant per a revistes masculines com ara Swank i Penthouse. Més tard va protagonitzar Sharon Kelly en diverses pel·lícules de sexplotació softcore dels anys 70 produïdes per Harry Novak. També va aparèixer a la pel·lícula de Russ Meyer Supervixens (1975) i a les pel·lícules de dones a la presó Ilsa, She Wolf of the SS (1975) i la seva primer seqüela Ilsa, Harem Keeper of the Oil Sheiks (1976). També va aparèixer en petits papers a pel·lícules convencionals com Shampoo, Hustle, i The Boob Tube. Durant la dècada de 1970, va aparèixer en nombrosos dissenys de revistes masculines de softcore de nivell B.
A la dècada de 1980, Brennan va començar una àmplia carrera en pel·lícules de porno dur, protagonitzant diverses entregues de la Taboo sèrie, i va guanyar dos Premis AVN el 1987. El 1985, va presentar els primers Premis XRCO amb Ron Jeremy.
El 1981, va tenir un petit paper (amb el pseudònim "Katherine MacMurray") com a columnista de xafarderies de televisió a la pel·lícula de comèdia principal S.O.B., dirigida per Blake Edwards. Brennan es va retirar dels vídeos pornogràfics el 1986, als 36 anys. No està relacionada amb l'actriu Eileen Brennan amb qui va aparèixer a la pel·lícula de Burt Reynolds de 1975 Hustle.

## Premis
- Premi CAFA de 1984 a la millor actriu Trinity Brown
- Premi CAFA 1984 a la millor actriu secundària - Good Girl, Bad Girl[6]
- 1986 Premi XRCO a la millor actriu – Getting Personal[6]
- 1986 Premi XRCO a la millor actriu secundària – Star Angel[6]
- 1986 Premi AVN a la Millor actriu – Getting Personal[7]
- 1986 Premi AVN a la millor actriu secundària – Star Angel'[7]
- 1987 Membre del Saló de la Fafma de XRCO[8]